# David Szabó
David Szabó (ur. 27 lutego 1991) – czeski wioślarz.

## Osiągnięcia
- Mistrzostwa Świata Juniorów – Linz 2008 – ósemka – 7. miejsce[1].
- Mistrzostwa Świata Juniorów – Brive-la-Gaillarde 2009 – czwórka podwójna – 2. miejsce[1].
- Mistrzostwa Świata U-23 – Brześć 2010 – czwórka bez sternika – 4. miejsce[1].
- Mistrzostwa Europy – Montemor-o-Velho 2010 – ósemka – 7. miejsce[1].